# Carole Leclerc
Carole Leclerc (* 9. Mai 1980) ist eine ehemalige französische Bogenbiathletin.
Carole Leclerc gehörte zu den Pionierinnen in ihrer Sportart bei Weltmeisterschaften. Sie nahm erstmals bei der Premiere der WM, 1998 in Cogne, teil und gewann dort an der Seite von Olga Francon und Joulie Faulon hinter der Vertretung aus Italien und vor den Vereinigten Staaten die Silbermedaille. Eine weitere Medaille gewann sie mit Bronze hinter Nadia Peyrot und Stefania D’Andrea im Einzel. Den Gewinn von Einzel-Bronze wiederholte sie, als sie im Jahr darauf erneut bei den 1999 in Bessans, dieses Mal tauschten D’Andrea und Peyrot ihre Positionen, Dritte wurde. 2001 wurde Leclerc in Kubalonka Neunte des Massenstartrennens. Erfolgreicher verliefen die Bogenbiathlon-Europameisterschaften 2001 in Pokljuka. Die Französin gewann mit ihrer Staffel an der Seite von Olga Francon und Julie Beghein als Schlussläuferin hinter Italien und Russland die Bronzemedaille. Auch bei den Weltmeisterschaften ein Jahr später in Pokljuka gewann sie an der Seite von Stephania Guillemin und Aundrey Morel erneut Staffel-Bronze.